# DB 6340
DB 6340 is een spoorlijn van DB Netz tussen Halle en Kassel. Zie voor meer informatie de artikelen over de deeltrajecten:
- Halle - Bebra
- Bebra - Kassel